# Fil·lonicterins
Els fil·lonicterins (Phyllonycterinae) són una subfamília de ratpenats fil·lostòmids.

## Classificació
- Gènere Erophylla
  - Ratpenat de les flors bru (Erophylla bombifrons)
  - Ratpenat de les flors de Sezekorn (Erophylla sezekorni)
- Gènere Phyllonycteris
  - Subgènere Phyllonycteris
    - Ratpenat de les flors porto-riqueny (Phyllonycteris major)
    - Ratpenat de les flors cubà (Phyllonycteris poeyi)

  - Subgènere Reithronycteris
    - Ratpenat de les flors jamaicà (Phyllonycteris aphylla)